# Droogmansia godefroyana
Droogmansia godefroyana är en ärtväxtart som först beskrevs av Carl Ernst Otto Kuntze, och fick sitt nu gällande namn av Anton Karl Schindler. Droogmansia godefroyana ingår i släktet Droogmansia och familjen ärtväxter. Inga underarter finns listade i Catalogue of Life.